# آقا و خانم سنگی
آقا و خانم سنگی یک مجموعه تلویزیونی طنز به کارگردانی شاهد احمدلو از شنبه ۱۴ شهریور ماه ۱۳۹۴ ساعت ۲۱ از شبکه سه پخش شد. این سریال به نویسندگی علیرضا مسعودی و امین حسینیون در ۲۶ قسمت ۴۵ دقیقه‌ای به تهیه‌کنندگی فرید شب‌خیز تولید شده است. نام این سریال در ابتدا «زشت و زشت‌تر» بود.

## بازیگران
- کامبیز دیرباز سعید
- علی‌رضا جعفری احسان
- غلامرضا نیکخواه مربی ورزش احسان
- هومن حاجی عبداللهی صابر
- عباس جمشیدی فر کمال
- حسین سلیمانی آدم سابق شکوهی
- شراره دولت‌آبادی مادر سحر، ساناز، شیرین، سعید
- سوسن پرور ساناز
- شهرام قائدی ابراهیم ماجدی
- یاسمینا باهر سحر
- مهدی ماهانی اردشیر
- حدیثه تهرانی شیرین
- رضا رویگری مصطفی
- مجید شهریاری جمشید سنگی
- فرج‌الله گل سفیدی نگهبان خوابگاه دانشجویی
- ماهان عبدی دوست احسان
- هومن برق نورد شکوهی
- ساقی زینتی همسایه خانواده سنگی
- بهزاد رحیم خانی
- گیتی معینی
- بیژن پیشدادی سهراب
- مرضیه صدرایی
- کامران حسین‌زاده
- ثمیلا شفیعی
- حسین عابدینی
- سعیده عرب

## خلاصه داستان
سعید سنگی باغچه ای را که پدرش به نیت هزینه ازدواج سه خواهرش کنار گذاشته را فروخته و مزرعهٔ شترمرغ راه انداخته است. غافل از اینکه نوه عموی جوانشان احسان سنگی، عاشق سحر خواهر کوچکتر سعید شده است. نیت احسان برای ازدواج با سحر همزمان می‌شود با از دست رفتن مزرعه در اثر یک کلاهبرداری بزرگ. سعید شرط‌هایی برای ازدواج احسان و سحر می‌گذارد که تن هر بیدی را می‌لرزاند. اما احسان سنگی گویی چنار است و با هیچ شرطی نمی‌لرزد. حالا سعید باید قبل از تحقق شرایط باید مزرعه را احیا کند، وگرنه اتفاقی می‌افتد که نباید بیافتد…